# Trasshöhlen

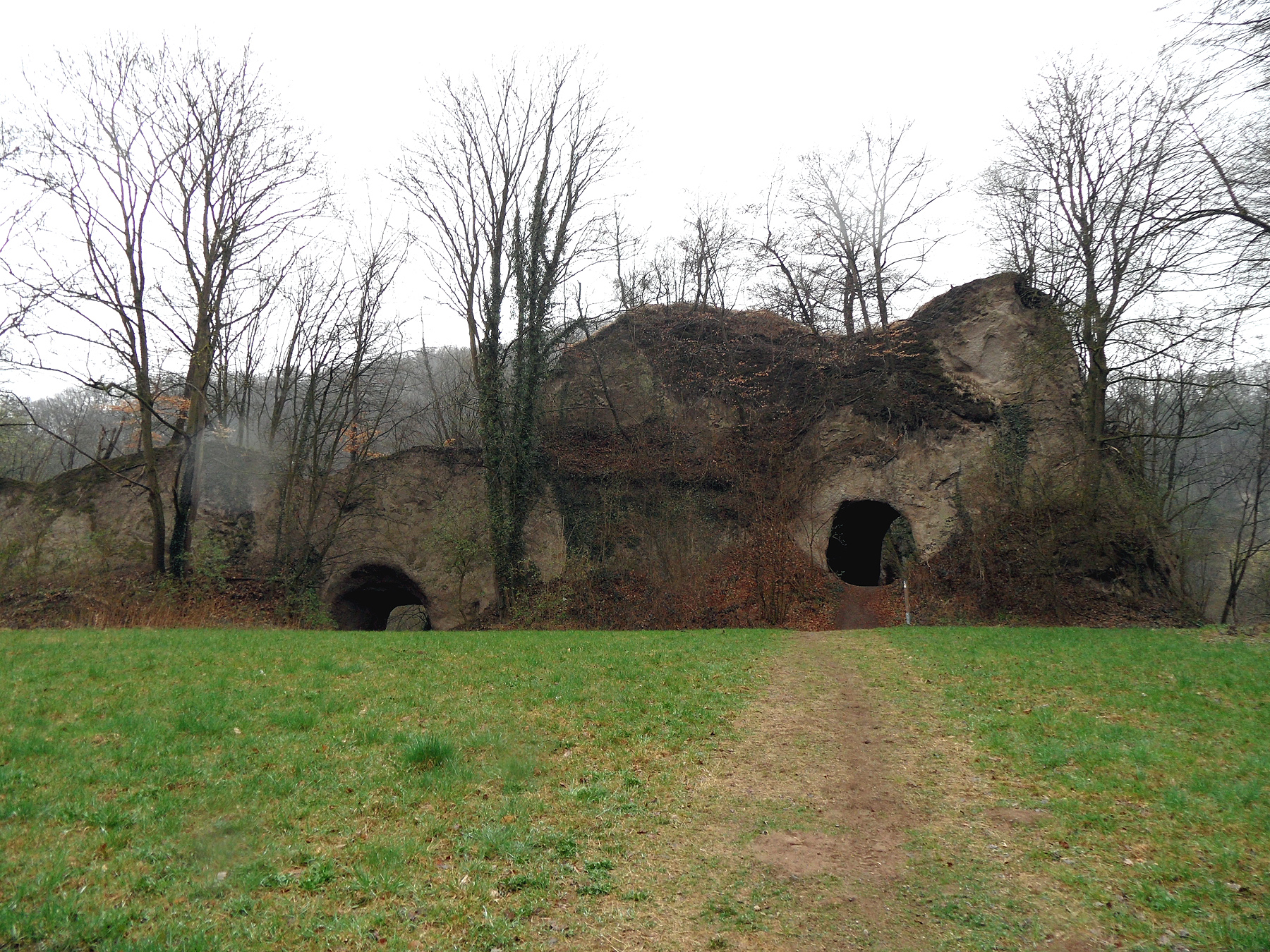
Eingänge von außen

Die Trasshöhlen befinden sich im Tal der Brohl bei Burgbrohl, Rheinland-Pfalz.
Die Höhlen sind Zeugnisse des Abbaus von Trass, der schon von den Römern betrieben und seit dem 16. Jahrhundert noch mal von holländischen Unternehmern forciert wurde. Die Ausbrüche des Vulkans im Bereich des etwa 5 km entfernten Laacher Sees füllte die Täler mit Asche und Lavapartikel auf, die heute verfestigt ist und als Trass bezeichnet wird.